# Elezioni presidenziali in Austria del 1957
Le elezioni presidenziali in Austria del 1957 si tennero il 5 maggio. Fu eletto Presidente il candidato sostenuto dal Partito Socialista d'Austria, 

## Risultati
| Adolf Schärf    | Partito Socialista d'Austria | 2 258 255 | 51,12 |  |  |  |  |  |
| Wolfgang Denk   | Partito Popolare Austriaco   | 2 159 604 | 48,88 |  |  |  |  |  |
| Totale          | Totale                       | 4 417 859 | 100   |  |  |  |  |  |
|                 |                              |           |       |  |  |  |  |  |
| Voti non validi | Voti non validi              | 81 706    | 1,82  |  |  |  |  |  |
| Votanti         | Votanti                      | 4 499 565 |       |  |  |  |  |  |